# Malcolm Lowry
Clarence Malcolm Lowry (* 28. Juli 1909 in Birkenhead; † 27. Juni 1957 in Ripe, East Sussex) war ein britischer Schriftsteller.

## Leben
Malcolm Lowry war der vierte Sohn des Baumwollhändlers Arthur Osborn Lowry (1870–1945) und seiner Ehefrau Evelyn Lowry, geb. Boden (1873–1950). Wegen einer chronischen Augenentzündung musste das Kind bis zum vierzehnten Lebensjahr isoliert leben; es durfte weder spielen noch lesen oder schreiben. Erst von 1923 an besuchte Lowry in Cambridge die Leys School. Während der Schulzeit wurde Lowry Jugendmeister im Golfspiel und von seinem Bruder Stuart Lowry in die Werke der Autoren Honoré de Balzac, Eugene O’Neill und James Joyce eingeführt.  Von Mai bis Oktober 1927 heuerte Lowry als Kammersteward auf der S.S. Pyrrhus an, die in den Fernen Osten fuhr. 1928 hatte er acht Wochen lang Unterricht an der Weber´s School of Modern German in Bonn, Koblenzer Straße 100 (umbenannt in Adenauerallee), wo Karlheinz Schmidthüs einer seiner Lehrer war. Im Sommer 1929 war Lowry im amerikanischen Cambridge ein Schüler des zwanzig Jahre älteren Schriftstellers Conrad Aiken. Gemeinsam arbeiteten sie an Lowrys Manuskript zu Ultramarine. Aus dieser Begegnung entwickelte sich für Aiken eine väterliche Rolle, über die er schreibt: Ich wurde sein Vater. Im Oktober 1929 begann Lowry ein Studium am St Catharine’s College im englischen Cambridge. Von Juli bis September 1930 unternahm er eine Schiffsreise nach Norwegen, wo er dem Schriftsteller Nordahl Grieg begegnete. Im Mai 1932 machte Lowry sein Abschlussexamen.
Nach dem Studium hielt sich Malcolm Lowry in Frankreich und Spanien auf. Im Sommer 1933 lernte er in Granada die Spanierin Jan Gabrial kennen. Am 6. Januar 1934 heirateten die beiden in Paris. Wenige Wochen später reiste seine Ehefrau allein in die USA. Erst im Herbst 1934 traf sich das Ehepaar wieder in New York. Im Juni 1935 hielt sich Lowry für zehn Tage in der psychiatrischen Abteilung des Bellevue Hospital Center auf. Im September 1936 ging das Ehepaar zunächst nach Los Angeles, im Oktober bis Dezember 1936 per Schiff von San Diego nach Acapulco und dann nach Cuernavaca (Mexiko). Hier schrieb Malcolm Lowry bis in das Jahr 1937 hinein an der ersten Fassung seines Romans Unter dem Vulkan. Im Dezember trennte sich das Ehepaar endgültig; die Ehe wurde am 1. November 1940 geschieden.
Im Juli 1938 verließ Malcom Lowry Mexiko und reiste über Nogales wieder nach Los Angeles. In dieser Stadt begann er mit der zweiten Fassung von Unter dem Vulkan. Am 7. Juni 1939 lernte er Margerie Bonner kennen. Einen Monat später fuhr Lowry nach Vancouver, im Südwesten der Provinz British Columbia an der Westküste Kanadas gelegen. Margerie Bonner folgte ihm im August 1939. Lowry arbeitete an der dritten Fassung des Romans Unter dem Vulkan. Im August 1940 zog das Paar in eine Squatter-Hütte in Dollarton am Fjord Burrard Inlet. Am 2. Dezember 1940 heirateten Malcolm Lowry und Margerie Bonner. Der Schriftsteller schickte die dritte Romanfassung an seinen Agenten Harold Matson. Trotzdem begann Lowry 1941 eine vierte Fassung, die er am Heiligabend 1944 beendete. Am 7. Juni 1944 brannte die Hütte nieder, die im Frühjahr 1945 wieder aufgebaut wurde. Zwei Wochen nach dem Brand fuhr das Ehepaar nach Oakville (Ontario) und nach Niagara-on-the-Lake. In den Jahren von Ende 1945 bis Ende 1947 unternahm es viele Reisen auf dem amerikanischen Kontinent. Im Winter 1947 reiste das Ehepaar gemeinsam nach Europa, wo es bis Januar 1949 blieb. Von 1949 bis Mitte 1955 lebten die Lowrys wieder in Kanada und den USA. Im Juni 1955 kehrten sie nach England zurück. Wenige Tage nach einer Reise durch den Lake District starb Lowry an einer Überdosis Schlaftabletten.
Das Hauptwerk von Malcolm Lowry ist Under the Volcano. Themen, die in Lowrys Romanen zum Ausdruck kommen, sind die Suche nach Identität, die Verlockung der Ferne, insbesondere das Seemannsleben, sein Interesse für die Kabbala, von deren Symbolik die Bücher durchzogen sind, und der Alkohol als eine Passion seines Lebens. Dem deutschsprachigen Publikum wurde der Autor durch Wolfgang Rohner-Radegast als Lektor im Ernst Klett Verlag bekannt.
1976 wurde der Dokumentarfilm Volcano: An Inquiry Into the Life and Death of Malcolm Lowry über Lowrys Leben veröffentlicht.

## Bibliografie
Werke
- Ultramarine. Cape, London 1933; rev. Fass. Lippincott, Philadelphia 1962
  - Übers. Werner Schmitz: Ultramarin. Vorw. Margerie Lowry. Rowohlt, Reinbek 1982 ISBN 3-499-25167-1
- Under the Volcano. Reynal and Hitchcook, New York 1947
  - Übers. Clemens ten Holder: Unter dem Vulkan. Klett, Stuttgart 1951
  - Übers. Susanna Rademacher: Unter dem Vulkan. Verlag Volk und Welt, Berlin 1979
  - Übers. Rademacher: Unter dem Vulkan. Vorwort des Autors von 1948. Durchsicht Karin Graf. Rowohlt, Reinbek 1984 ISBN 3-498-03828-1; wieder 1994 ISBN 3-499-13510-8
- Selected Poems. City Light Books, San Francisco 1961.
  - Übers. Joachim Sartorius: Fünfunddreißig Mezcals in Cuautla. Rowohlt, Reinbek 1983
- Hear Us O Lord from Heaven Thy Dwelling Place. Lippincott, Philadelphia 1961
  - Übers. Susanna Rademacher: Hör uns, o Herr, der Du im Himmel wohnst. Rowohlt, Reinbek 1965 ISBN 978-3-499-25121-4
    - Einzelerzählung daraus: Das tapferste Boot, in: Kanada erzählt. Fischer TB, Frankfurt 1992
- Lunar Caustic. The Paris Review, 29, Winter/Frühling 1963. Als Monographie: Penguin Classic ISBN 978-0-14-119611-4.
  - Übers. Martin Kluger: Die letzte Adresse. Suhrkamp, Frankfurt am Main 1977 ISBN 3-518-01539-7
  - Übers. Susanna Rademacher: Die letzte Adresse, in Malcolm Lowry: Die letzte Adresse und Erzählungen aus dem Nachlaß. Rowohlt, Reinbek 1986 ISBN 978-3-499-25179-5
- Dark as the Grave Wherein my Friend is Laid. New American Library, New York 1968.
  - Übers. Werner Schmitz: Dunkel wie die Gruft, in der mein Freund begraben liegt. Rowohlt, Reinbek 1985 ISBN 3-499-25178-7
- October Ferry to Gabriola. World, New York 1970
  - Übers. Susanna Rademacher: Oktoberfähre nach Gabriola. Einl. Wolf Wondratschek. Rowohlt, Reinbek 1981 ISBN 3-499-25157-4

Sekundärliteratur
- Gordon Bowker: Pursued by Furies: A Life of Malcolm Lowry. St. Martin’s Press, New York 1997 ISBN 0-312-16356-8
- Douglas Day: Lowry: A Biography. Oxford University Press, New York 1984 ISBN 0-19-503523-2
- Nigel H. Foxcroft: The Kaleidoscopic Vision of Malcolm Lowry: Souls and Shamans. Lexington Books, Lanham, MD 2019 ISBN 978-1-4985-1657-0
- Jan Gabrial: Inside the Volcano: My Life with Malcolm Lowry. St. Martin’s, New York 2000 ISBN 0-312-23277-2
- Andreas Höfele: Malcolm Lowry. "Aber der Name dieses Landes ist Hölle". Piper, München 1988 ISBN 3-492-10893-8
- Heribert Hoven: Malcolm Lowry. Mit Selbstzeugnissen und Bilddokumenten. Rowohlt, Reinbek 1988 ISBN 3-499-50414-6
- Alexander Kupfer: "Something New about Hell Fire." Rausch und Erkenntnis im Werk Malcolm Lowrys. In:  dsb., Die künstlichen Paradiese. Rausch und Realität seit der Romantik. Ein Handbuch. Metzler, Stuttgart 2006 (zuerst 1996; zugleich Diss. phil. Universität Düsseldorf 1994) ISBN 3-476-02178-5 S. 593–625
- Joachim Sartorius (Hrsg.): Spinette der Finsternis. Über Malcolm Lowry. Rowohlt, Reinbek 1984 ISBN 3-499-25177-9
- J. Howard Woolmer: Malcom Lowry: A Bibliography. Brotherson, Revere, Pa. 1983 ISBN 0-913506-12-5